# Primera División 1931 (Costa Rica)
La Primera División costaricana del 1931, undicesima edizione della massima serie del campionato costaricano di calcio, fu vinta dall'Herediano, al suo sesto titolo.
Vi parteciparono cinque squadre.

## Avvenimenti
Nel 1931 il campionato fu conteso tra l'Club Sport Herediano e l'Orión, che realizzò una goleada contro l'Alajuelense vincendo per 10-1. Alla fine la spuntarono gli heredianos, al loro secondo bicampeonato.
L'unico stop per la squadra giallorossa avvenne alla prima partita, giocata contro la Gimnástica Espaňola, quando perse per 3-1.
Per la prima volta nella storia del calcio in Costa Rica due squadre contemporaneamente effettuarono tournée internazionali: la Gimnástica Espaňola in Colombia contro lo Sporting de Barranquilla (due vittorie costaricane per 5-0 e 3-0 e un pareggio per 1-1) e l'Alajuelense in Messico (vittoria per 5-0 contro il Marte, vittorie per 4-3 e 3-2 contro l'América, pareggio per 3-3 contro il Necaxa e pareggio per 3-3 contro l'Atlante). Parallelamente anche club stranieri, soprattutto statunitensi fecero delle tournée in Costa Rica.

## Classifica
|    | Classifica          | Pt | G | V | N | P | GF | GS |
| -- | ------------------- | -- | - | - | - | - | -- | -- |
| 1. | Herediano           | 11 | 8 | 4 | 3 | 1 | 17 | 13 |
| 2. | Orión               | 9  | 8 | 4 | 1 | 3 | 24 | 16 |
| 3. | Gimnástica Espaňola | 7  | 8 | 3 | 1 | 4 | 15 | 18 |
| 4. | La Libertad         | 7  | 8 | 3 | 1 | 4 | 14 | 19 |
| 5. | Alajuelense         | 6  | 8 | 2 | 2 | 4 | 17 | 21 |

## Squadra campione
- Herediano - Campione della Costa Rica 1931

### Rosa
- Ismael Quesada
- Milton Valverde
- Rodolfo Jones
- Santiago Bonilla
- Carlos Centeno
- Francisco Fuentes
- Gastón Michaud
- Manuel Sáenz
- Abel Sandoval
- Elías Quesada
- Humberto Lizano
- Eladio Rosabal
- Manuel Zúñiga
- Braulio Morales
- Miguel Madrigal
- Godofredo Ramírez
- Cecilio Barrantes
- Victor Víquez